# Samastacus araucanius
Samastacus araucanius är en kräftdjursart som först beskrevs av Faxon 1914.  Samastacus araucanius ingår i släktet Samastacus och familjen Parastacidae. Inga underarter finns listade i Catalogue of Life.